# Philosophes

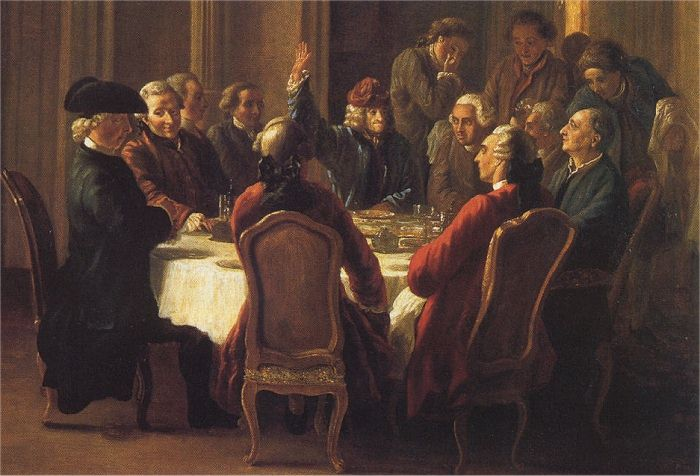
Cena de um jantar que inclui, dentre outros, os philosophes Voltaire, D'Alembert, Diderot, Condorcet, Saint-Lambert. Santa Ceia do patriarca (c. 1772) por Jean Huber.

Os philosophes (francês para "filósofos") foram os intelectuais do Iluminismo europeu do século XVIII. Poucos eram principalmente filósofos; em vez disso, os philosophes eram intelectuais públicos que aplicavam a razão ao estudo de muitas áreas do conhecimento, incluindo filosofia, história, ciência, política, economia e questões sociais. Eles tinham um olhar crítico e procuravam por fraquezas e falhas que precisavam de melhorias. Eles promoveram uma "República das Letras" que cruzou fronteiras nacionais e permitiu que intelectuais trocassem livremente livros e ideias. A maioria dos philosophes eram homens, mas alguns eram mulheres.
Muitos deles eram empiristas e deístas moderados, recebendo oposição de católicos conservadores e outros religiosos, que os criticavam como ateístas perigosos. Porém era ínfimo o número dos philosophes que negavam de fato a existência de Deus.
Eles apoiaram fortemente o progresso e a tolerância, pois desconfiavam da religião organizada e das instituições feudais. Muitos contribuíram para a Enciclopédia de Diderot. Eles desapareceram depois que a Revolução Francesa atingiu um estágio violento em 1793.

## Caracterização
Philosophe é a palavra francesa para "filósofo" e era uma palavra que os pensadores iluministas franceses geralmente aplicavam a si mesmos. Os philosophes, como muitos filósofos antigos, eram intelectuais públicos dedicados a resolver os problemas reais do mundo. Eles escreveram em todos os formatos imagináveis, sobre assuntos que iam desde atualidades até crítica de arte. O filósofo suíço Jean-Jacques Rousseau, por exemplo, escreveu um tratado político, um tratado sobre educação, constituições para a Polônia e a Córsega, uma análise dos efeitos do teatro na moral pública, um romance best-seller, uma ópera e uma autobiografia altamente influente. Os philosophes escreviam para um público de leitores amplamente educados, que compravam todos os livros do Iluminismo que encontravam nas livrarias locais, mesmo quando governantes ou igrejas tentavam proibir tais obras.
Entre 1740 e 1789, o Iluminismo adquiriu seu nome e, apesar dos conflitos acalorados entre os philosophes e as autoridades estatais e religiosas, ganhou apoio nos mais altos escalões do governo. Embora philosophe seja uma palavra francesa, o Iluminismo foi distintamente cosmopolita; philosophes eram centrados em grande parte em Paris, mas podiam ser encontrados da Filadélfia a São Petersburgo. Os philosophes se consideravam parte de uma grande "república das letras" que transcendia as fronteiras políticas nacionais. Na década de 1780, por exemplo, Quesnay de Beaurepaire pediu ajuda dos philosophes franceses e de Benjamin Franklin para um projeto que unisse todas as academias científicas do mundo, o qual porém não se completou. Em 1784, o filósofo alemão Immanuel Kant resumiu o programa do Iluminismo em duas palavras latinas: sapere aude, "ousar saber", ou seja, ter a coragem de pensar por si mesmo. Os philosophes usaram a razão para atacar a superstição, a intolerância e o fanatismo religioso, que eles consideravam os principais obstáculos ao livre pensamento e à reforma social. Voltaire tomou o fanatismo religioso como seu principal alvo: "Uma vez que o fanatismo corrompe uma mente, a doença é quase incurável" e que "o único remédio para esta doença epidêmica é o espírito filosófico".
Os escritores iluministas não se opunham necessariamente à religião organizada, mas se opunham veementemente à intolerância religiosa. Eles acreditavam que uma sociedade baseada na razão, em vez do fanatismo religioso, melhoraria a maneira como as pessoas pensam e culminaria em uma visão mais crítica e científica sobre questões e problemas sociais. Os philosophes acreditavam que a disseminação do conhecimento incentivaria reformas em todos os aspectos da vida, do comércio de grãos ao sistema penal. A principal reforma desejada era a liberdade intelectual—a liberdade de usar a própria razão e publicar os resultados. Os philosophes queriam a liberdade de imprensa e a liberdade de religião, que consideravam “direitos naturais” garantidos pela “lei natural”. Na sua opinião, o progresso dependia dessas liberdades.
Foi durante a violência da Revolução Francesa que as críticas se acentuaram contra o Iluminismo e os philosophes. Dentre as mais famosas, a do abade Augustin Barruel, que afirmou que havia uma conspiração de philosophes, maçons e da Ordem dos Illuminati para derrubar o Antigo Regime na Europa. Edmund Burke também havia traçado as origens da revolução aos philosophes. Os primeiros românticos do século XIX foram críticos do imaginário reducionista racionalista e da visão desencantada dos philosophes. Rousseau também criticara seus contemporâneos philosophes de exagerarem a capacidade da razão, em detrimento de outras faculdades humanas.

## Usos do termo
Horace Walpole observou em 1779 que "os philosophes, exceto Buffon, são solenes, arrogantes e ditatoriais."
Os estudiosos divergem quanto a se a palavra deve ser aplicada a todos os pensadores do Iluminismo ou se deve ser restringida apenas aos filósofos franceses. O historiador Peter Gay, por exemplo, usa-o para se aplicar a todos os filósofos do Iluminismo "de Edimburgo a Nápoles, de Paris a Berlim, de Boston a Filadélfia".

## Philosophesnotáveis
- John Locke (1632–1704)
- Baruch Spinoza (1632–1677)
- Montesquieu (1689–1755)
- Voltaire (1694–1778)
- Benjamin Franklin (1706-1790)
- Gabriel Bonnot de Mably (1709–1785)
- David Hume (1711–1776)
- Jean-Jacques Rousseau (1712–1778)
- Denis Diderot (1713–1784)
- Claude Adrien Helvétius (1715–1771)
- Jean le Rond d'Alembert (1717–1783)
- Barão d'Holbach (1723–1789)
- Adam Smith (1723–1790)
- Emanuel Kant (1724–1804)
- Thomas Paine (1737–1809)
- César Beccaria (1738–1794)
- Marquês de Condorcet (1743–1794)
- Francesco Mário Pagano (1748–1799)
- Maria Wollstonecraft (1759-1797)
- Henri de Saint-Simon (1760-1825)
- Charles Fourier (1772–1837)